# Universidade Politécnica de Macau

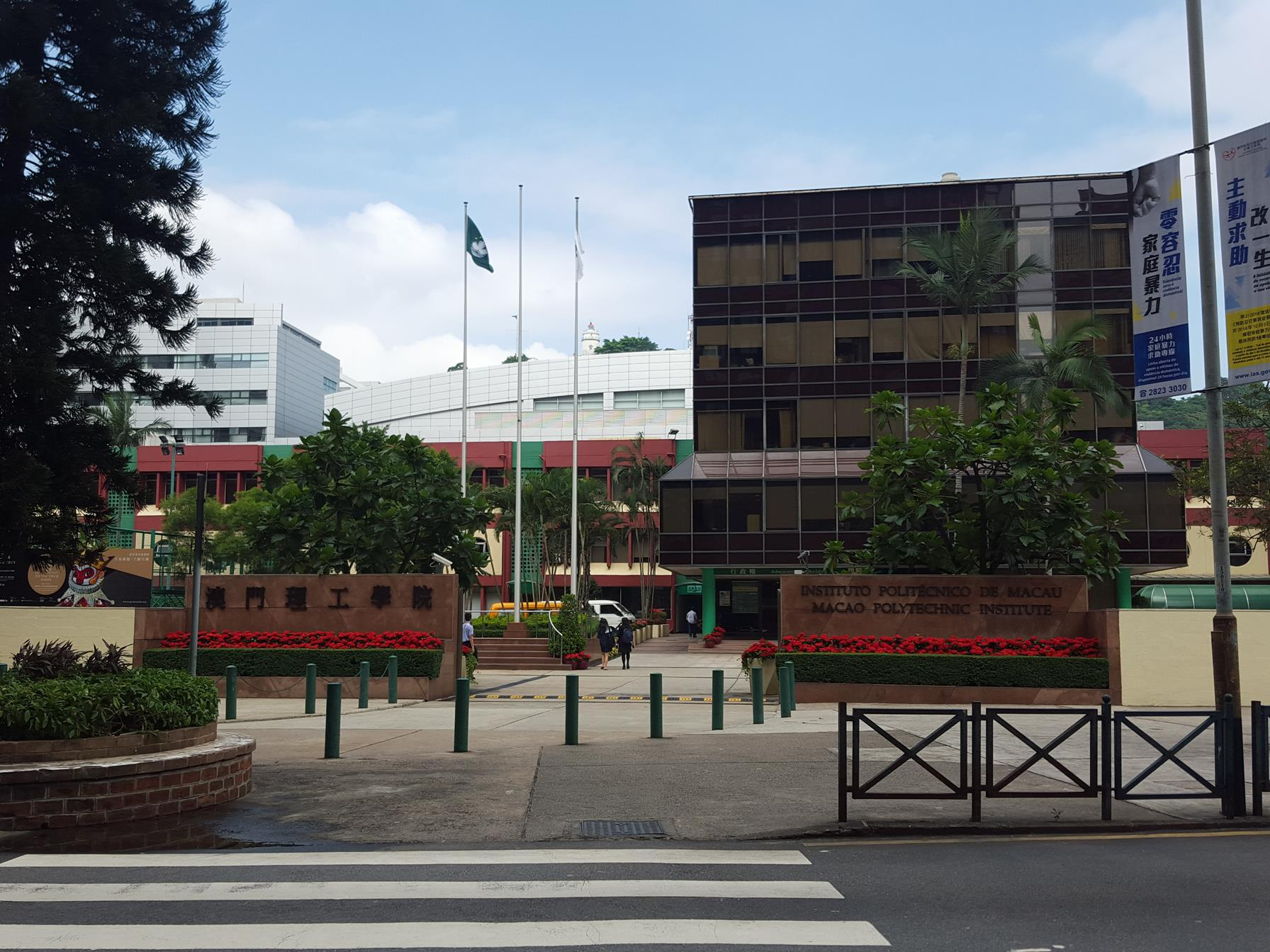
Entrada do campus principal

A Universidade Politécnica de Macau (sigla UPM; denominação em chinês:  澳門理工大學, e sigla em chinês “理大” ; em inglês:  Macao Polytechnic University) ”, e sigla em inglês “MPU”), foi fundado em 1981, é uma instituição de ensino superior pública de Macau, especialmente dedicada ao ensino multidisciplinar e conhecimento aplicado. Tem por lema “Conhecimento, Experiência, Universalidade”. A UPM aposta igualmente no ensino e na investigação, tendo por compromisso o princípio “Enraizado em Macau e apoiado pela Mãe-Pátria, enfrentar o mundo e procurar a excelência”.
A UPM é composto pela Faculdade de Ciências Aplicadas, Faculdade de Ciências de Saúde e Desporto, Faculdade de Línguas e Tradução, Faculdade de Artes e Design, Faculdade de Ciências Humanas e Sociais, e Faculdade de Ciências de Gestão, com um sistema de disciplinas diversificado inserido em cursos de licenciatura, mestrado e doutoramento em diversas áreas, tais como artes e indústrias culturais e criativas, tecnologias de informação, gestão de empresa, administração pública, serviços sociais, saúde e medicina, ciências do desporto, línguas e tradução, etc. A visão da UPM passa por formar profissionais de alta qualidade com perspectiva internacional. Na prossecução da excelência, a UPM tem promovido activamente os trabalhos relacionados com a avaliação académica, de forma a melhorar a qualidade do ensino. A nível institucional, a UPM tornou-se a primeira instituição de ensino superior de Macau a ter passado na avaliação da “Quality Assurance Agency for Higher Education” (QAA) com o nível de “Confiança”. Vários cursos de diferentes áreas passaram igualmente nas avaliações externas e muitos têm acreditação profissional e académica de diversas instituições internacionais, como, por exemplo, o Centro de Avaliação do Ensino Superior do Ministério da Educação da China (HEEC), a Agência de Avaliação e Acreditação do Ensino Superior de Portugal (A3ES), “The Quality Assurance Agency for Higher Education (QAA)”, o Conselho de Engenharia e o Instituto de Engenharia e Tecnologia (IET) do Reino Unido, a Agência para Avaliação de Qualidade Académica da Nova Zelândia (AQA), o Conselho para Acreditação de Qualificação Académica e Vocacional de Hong Kong (HKCAAVQ), entre outros. A UPM foi a primeira instituição de ensino superior de Macau a ter ganho o Prémio Nacional de Mérito do Ensino e a única instituição de ensino superior no País que ganhou, três vezes, o Prémio de Qualidade da APQN. Todas estas certificações expressam o reconhecimento internacional da qualidade do ensino da UPM.

## História

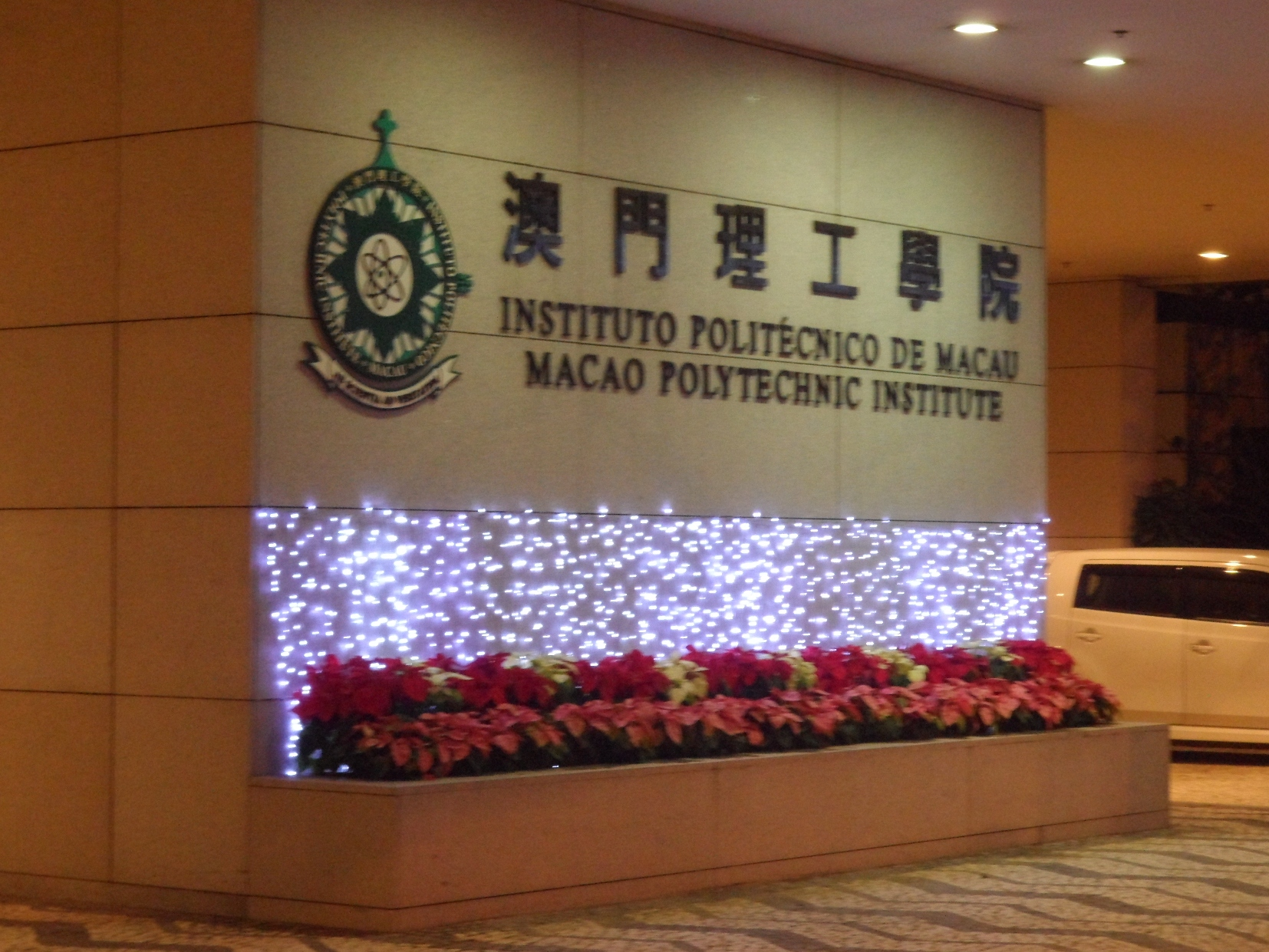
Universidade Politécnica de Macau

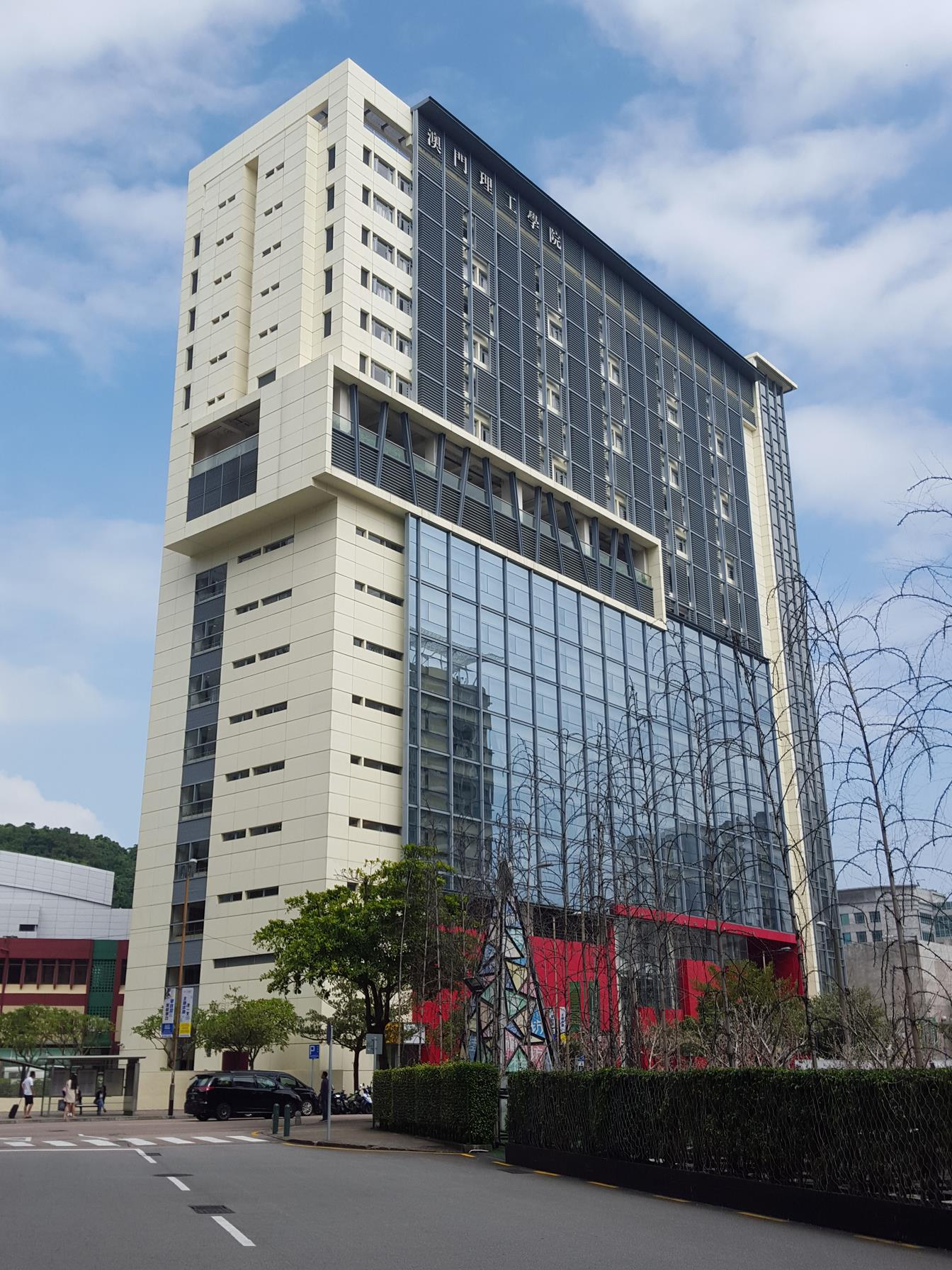
Edifício Meng Tak no campus principal

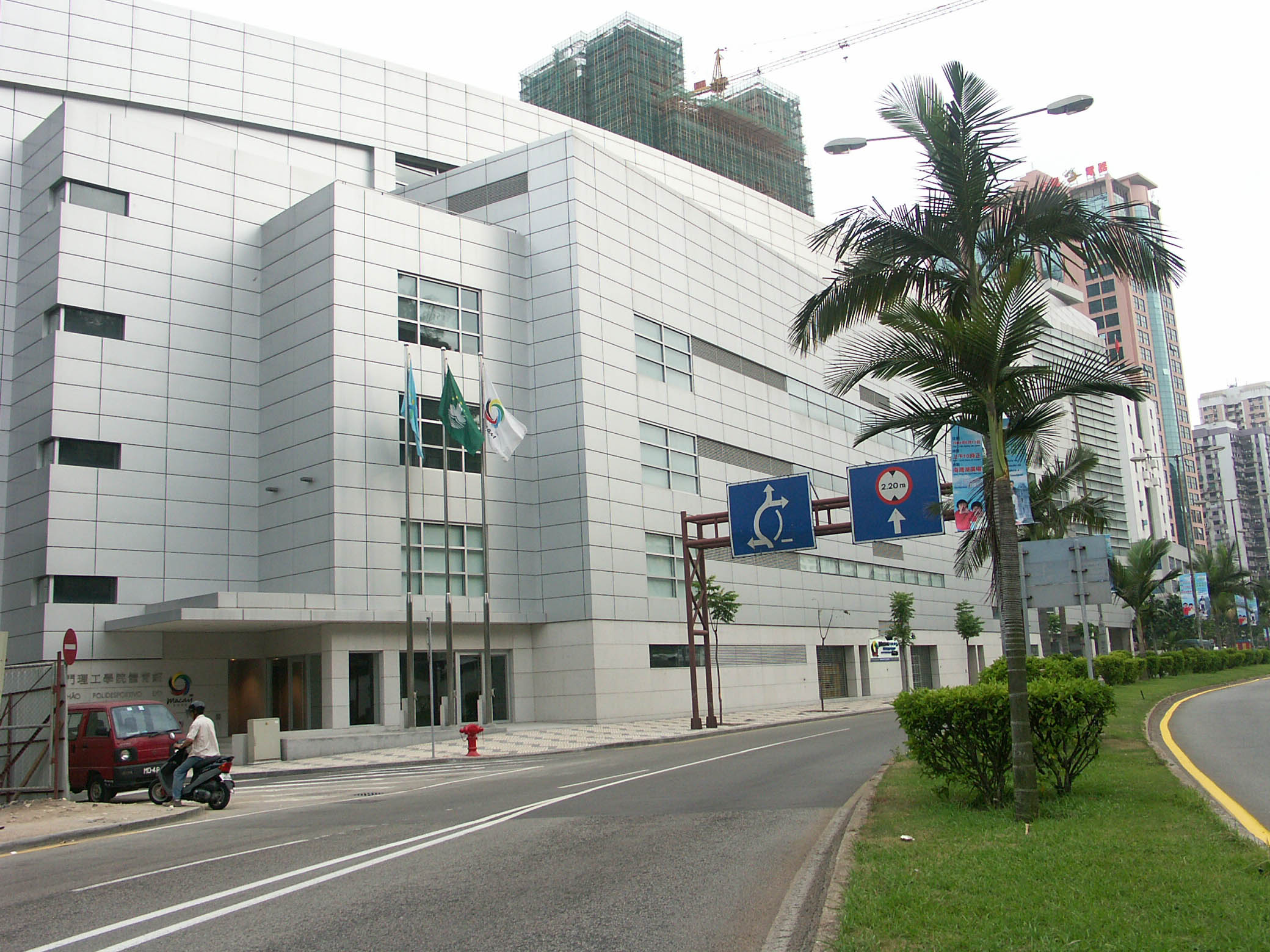
Pavilhão Polidesportivo da Universidade Politécnica de Macau

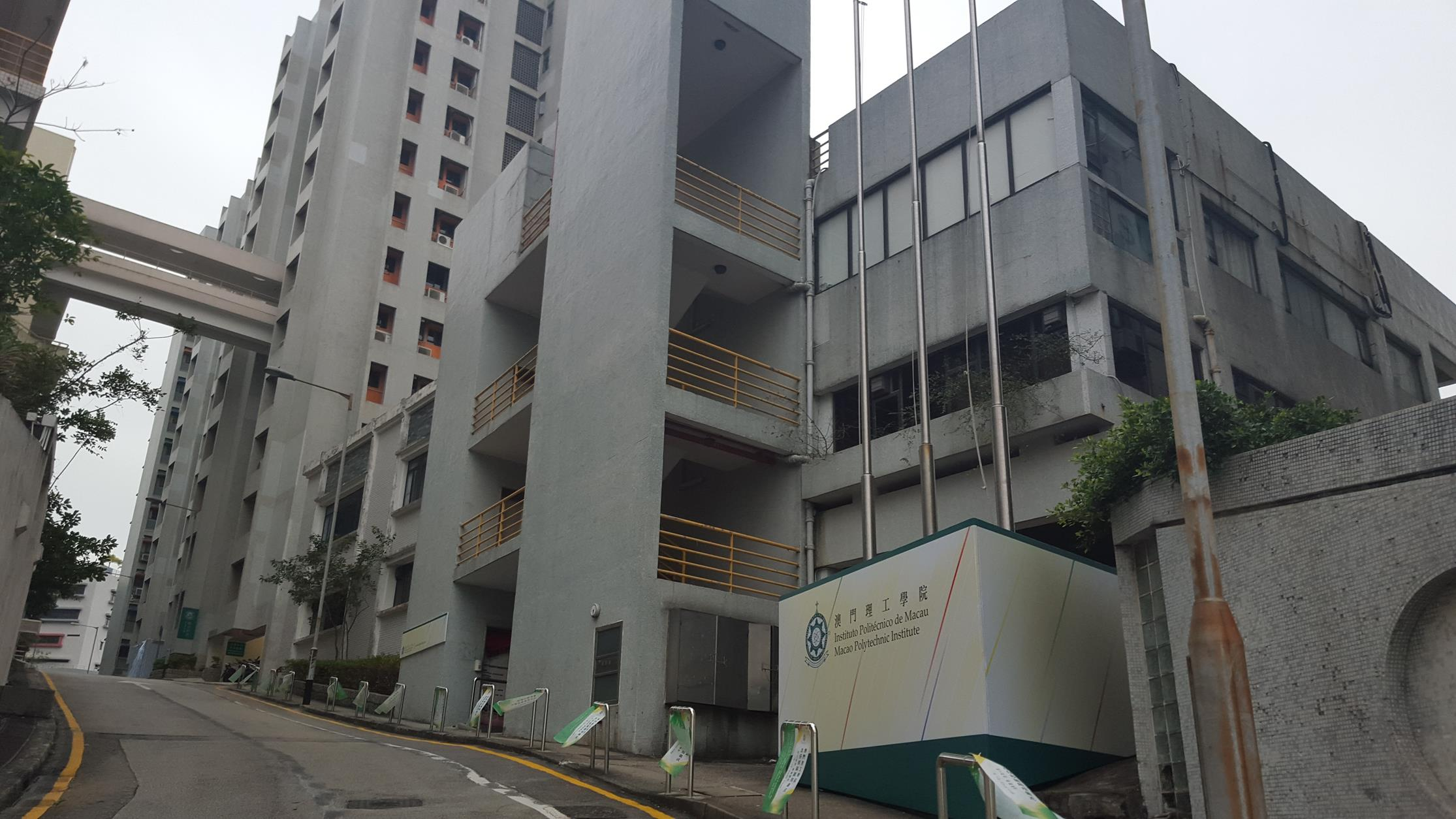
Campus da Taipa da Universidade Politécnica de Macau

A Universidade Politécnica de Macau desenvolve-se na base do Instituto Politécnico da Universidade da Ásia Oriental. À medida que a Universidade da Ásia Oriental se dividiu em três partes, foi criado oficialmente em 1991 o Instituto Politécnico de Macau. Várias escolas públicas naquela altura integraram-se neste Instituto, que abrangeram a Escola Técnica da Direcção dos Serviços de Assuntos Chineses, o Centro de Formação para a Administração Pública, a Academia de Artes Visuais, e a Escola Técnica dos Serviços de Saúde.
A 16 de Novembro de 2021, o Chefe do Executivo da Região Administrativa Especial de Macau (RAEM), Sr. Ho Iat-seng, proferiu o relatório das linhas de acção governativa para 2022, anunciando que o Instituto seria renomeada como Universidade Politécnica de Macau. A 1 de Março de 2022, o Instituto Politécnico de Macau foi oficialmente rebaptizado Universidade Politécnica de Macau.

## Informação geral
Actualmente, há cerca de 5.000 alunos que frequentam cursos em tempo integral na UPM. Também há cursos de pós-graduação abertos por este Instituto, e os ministrados em cooperação com algumas outras instituições de ensino superior. Além disso, a UPM oferece diferentes tipos de cursos em que se regista um número de frequência de 10.000 pessoas por ano, e abre cursos de mestrado e doutoramento em colaboração com a Sucursal em Los Angeles da Universidade da Califórnia (UCLA) dos Estados Unidos da América; a “Queen Mary University of London” da Universidade de Londres, Inglaterra; a Universidade de Lisboa, Portugal; a Universidade de Coimbra, Portugal; o Instituto Politécnico de Leiria, Portugal; a Universidade de Monash, Austrália; a Universidade de Bolonha, Itália; a Universidade de Pequim; a Universidade de Língua e Cultura de Pequim; a Universidade do Desporto de Pequim; a Escola Nacional de Administração Pública; a Universidade da Cultura Chinesa; a Academia Central de Belas Artes; a Universidade do Desporto de Xangai; a Universidade de Sun Yat-sen; a Universidade de Medicina de Chung Shan de Taiwan, a Universidade de Artes de Taiwan; a Universidade Politécnica de Hong Kong, e a Universidade Batista de Hong Kong.
Em face dos acordos com várias universidades e instituições de renome, a nível nacional e internacional, a UPM tem vindo a organizar intercâmbios de estudo e investigação e planos de estágio em vários países e regiões, tais como os Estados Unidos, o Reino Unido, Portugal, a Austrália, o Brasil, bem como a China continental, Hong Kong e Taiwan, alargando, assim, o horizonte dos alunos e fazendo com que estes se tornem mais habilitados e competitivos. Tendo em vista a elevação da qualidade do ensino e alcançar um maior prestígio académico, a UPM recebe anualmente alunos da América, Europa, Ásia e África, com esta internacionalização de alunos, bem como de docentes, conseguindo que as diferentes culturas se comuniquem, interajam e partilhem conhecimentos, num campus de espectro internacional.
a UPM tem reforçado o investimento apostando fortemente na investigação científica, em áreas como a tradução Chinês-Português-Inglês, tecnologias inovadoras, gestão do jogo, artes e indústrias culturais e criativas, entre outras, estabelecendo laboratórios e parcerias estreitas com várias universidades conhecidas no Mundo, como a Universidade da Califórnia em Los Angeles dos Estados Unidos da América; a “Queen Mary University of London” da Universidade de Londres da Inglaterra; a Universidade de Lisboa e a Universidade de Coimbra, de Portugal; a Universidade de Bolonha, da Itália; a Universidade de Língua e Cultura de Pequim e a Universidade Sun Yat-sen da China, etc., o que se traduz na fundação de centros de investigação, laboratórios e bases de desenvolvimento científico inovadoras, tendo como objectivo a formação conjunta de profissionais com conhecimentos científicos de alta qualidade, desenvolvendo as actividades académicas e ao mesmo tempo de aprofundando das investigações de modo a atingir resultados inovadores e de elevado nível científico. Actualmente, os resultados académicos da UPM resultaram no registo de várias patentes de invenção nacional. Estes resultados estão já a ter reflexos práticos, estando a ser amplamente aplicados em serviços públicos e instituições de ensino superior de Macau e do Interior da China, bem como de Portugal, Itália, França e Tailândia, entre outros.

## Escolas e cursos superiores
| Faculdade de Ciências Aplicadas | Faculdade de Ciências de Saúde e Desporto |
| --- | --- |
| - Curso de Doutoramento em Tecnologia Informática Aplicada - Curso de Doutoramento em Descoberta de Drogas Impulsionada por Inteligência Artificial - Curso de Doutoramento em Tecnologia e Inovação Educacional - Curso de Mestrado em Big Data e Internet das Coisas - Curso de Licenciatura em Informática - Curso de Licenciatura em Inteligência Artificial - Curso de Licenciatura em Relações Comerciais China-Países Lusófonos | - Curso de Mestrado em Enfermagem - Curso de Mestrado em Educação Física - Curso de Licenciatura em Ensino de Educação Física - Curso de Licenciatura em Ciências de Enfermagem - Curso de Licenciatura em Ciências de Técnicas Bio-Médicas (Variante em Técnicas de Análises) - Curso de Licenciatura em Ciências de Técnicas Bio-Médicas (Variante em Técnicas Farmacêuticas) - Curso de Licenciatura em Ciências de Terapia da Fala e da Linguagem                                                                 |
| Faculdade de Línguas e Tradução | Faculdade de Artes e Design |
| - Curso de Doutoramento em Português - Curso de Mestrado em Tradução e Interpretação Chinês-Português - Curso de Licenciatura em Tradução e Interpretação Chinês-Português / Português-Chinês - Curso de Licenciatura em Tradução e Interpretação Chinês-Inglês - Curso de Licenciatura em Ensino da Língua Chinesa como Língua Estrangeira - Curso de Licenciatura em Português                                                       | - Curso de Mestrado em Artes Interdisciplinares - Curso de Licenciatura em Design - Curso de Licenciatura em Artes Visuais - Curso de Licenciatura em Música - Curso de Licenciatura em Artes nos Media |
| Faculdade de Ciências Humanas e Sociais | Faculdade de Ciências de Gestão |
| - Curso de Doutoramento em Políticas Públicas - Curso de Doutoramento em Património Cultural e Antropologia - Curso de Mestrado em Administração Pública - Curso de Mestrado em Educação (Comunicação e Educação Cultural) - Curso de Licenciatura em Serviço Social - Curso de Licenciatura em Administração Pública (em Chinês) - Curso de Licenciatura em Administração Pública (em Português)                                      | - Curso de Doutoramento em Gestão de Empresas - Curso de Mestrado em Gestão de Empresas (Variante em Gestão de Jogo) - Curso de Mestrado em Ciências de Finanças e Análise de Dados - Curso de Mestrado em Gestão de Empresas - Curso de Licenciatura em Contabilidade - Curso de Licenciatura em Comércio Electrónico - Curso de Licenciatura em Gestão - Curso de Licenciatura em Gestão de Empresas (Variante em Marketing) - Curso de Licenciatura em Gestão de Empresas (Variante em Gestão de Jogo e Diversões) |
| Academia de Enfermagem do Centro de Ciências da Saúde da Universidade de Pequim e da Universidade Politécnica de Macau | |
| - Curso de Licenciatura em Ciências de Enfermagem | |

## Centro / Centro de estudos
- Centro de Estudos “Um País, Dois Sistemas”
- Centro Pedagógico e Científico nas Áreas do Jogo e do Turismo
- Centro Pedagógico e Científico da Língua Portuguesa
- Centro de Investigação de Engenharia em Tecnologia Aplicada à Tradução Automática e Inteligência Artificial
- Centro de Ensino e Aprendizagem
- Centro de Educação Contínua
- Academia do Cidadão Sénior
- Academia de Enfermagem do Centro de Ciências da Saúde da Universidade de Pequim e da Universidade Politécnica de Macau
- Laboratório de Tradução Automática Chinês/Português/Inglês
- Centro de Inglês UPM-Bell
- Centro de Estudos de Línguas e Culturas de Macau (em colaboração com a Universidade de Língua e Cultura de Pequim e o Instituto de Linguística Aplicada, Ministério da Educação)
- Centro Pedagógico e Científico para as Indústrias Culturais e Criativas
- Centro Comum de Investigação em Computação Ubíqua UPM-UCLA
- Centro de Investigação e Desenvolvimento em Tecnologias da Informação na Área do Jogo e Entretenimento UPM-MELCO
- Laboratório Conjunto MPU-UC de Investigação em Tecnologias Avançadas para Cidades Inteligentes
- Centro de Estudos das Culturas Sino-Ocidentais
- Centro de Estudos Económicos, Políticos e Sociais
- Centro de Descoberta de Fármacos impulsionada por Inteligência Artificial
- Centro Internacional Português de Formação

## Reconhecimento internacional
Em 13 de Fevereiro de 2014, a UPM passou na avaliação Quality Assurance Agency for Higher Education (QAA) do Reino Unido com nível de “Confiança”. Isso quer dizer que a UPM é uma instituição de ensino superior de nível excelente, possuindo a honra similar à possuída por universidades como a Universidade de Oxford, e a “Queen Mary University of London” da Universidade de Londres, entre outras, reconhecidas internacionalmente.
Em 2015, a UPM ganhou o Prémio de Qualidade da APQN (“APQN Quality Awards”). Em 2017, a UPM ganhou, pela segunda vez, o Prémio de Qualidade da APQN. Em 2022, a UPM ganhou o Prémio de Qualidade APQN – Best Practice of QA during COVID pandemic, sendo a única instituição no País a ter vencido três vezes o Prémio de Qualidade da APQN.
Em 2019 e 2023, a UPM ganhou o Prémio Nacional de Mérito do Ensino, sendo a primeira instituição de ensino superior de Macau a ter vencido este Prémio a nível Nacional.
No Relatório de Investigação e Avaliação sobre Universidades na China, divulgado na página electrónica “cuaa.net”, a UPM foi classificado consecutivamente, no período de 2017 a 2022, como “Universidade de Quatro Estrelas”. Com estas avaliações, a UPM é considerado uma das instituições de ensino superior de nível elevado.
A maior parte dos cursos da UPM passou na avaliação/acreditação académica internacional:
| Cursos que passaram na avaliação/acreditação académica internacional | Entidade de avaliação/acreditação |
| - Curso de Licenciatura em Informática - Curso de Mestrado em Big Data e Internet das Coisas | - Instituto de Engenharia e Tecnologia (IET) do Reino Unido Este Curso passou na avaliação/acreditação académica do Instituto de Engenharia e Tecnologia (IET) do Reino Unido, sendo reconhecido pelas instituições - membros do “Acordo de Washington” e do “Acordo de Sydney”. Os alunos graduados podem possuir habilitações académicas exigidas para obterem qualificação profissional de engenheiro reconhecido internacionalmente - Conselho de Engenharia do Reino Unido Este Curso passou na avaliação/acreditação académica do Conselho de Engenharia do Reino Unido |
| - Curso de Licenciatura em Administração Pública (em Português) - Curso de Licenciatura em Tradução e Interpretação Chinês-Português / Português-Chinês - Curso de Licenciatura em Ciências de Técnicas Bio-Médicas (Variante em Técnicas de Análises) - Curso de Licenciatura em Ciências de Técnicas Bio-Médicas (Variante em Técnicas Farmacêuticas) - Curso de Licenciatura em Gestão | - Agência de Avaliação e Acreditação do Ensino Superior de Portugal (A3ES) Estes Cursos passaram na avaliação/acreditação académica da Agência de Avaliação e Acreditação do Ensino Superior de Portugal (A3ES) |
| - Curso de Licenciatura em Contabilidade | - “CPA Australia” (“Certified Practising Accountant”) - ACCA (“Association of Chartered Certified Accountants”) Este Curso passou na avaliação/acreditação profissional da ACCA e “CPA Austrália”. Os alunos graduados são isentos da prova das nove disciplinas de ACCA, e da prova básica de todas as seis disciplinas de CPA - Conselho para Acreditação de Qualificação Académica e Vocacional de Hong Kong (HKCAAVQ) Este Curso passou na avaliação/acreditação do HKCAAVQ                                                                                               |
| - Curso de Licenciatura em Letras (Variante em Relações Públicas) - Curso de Licenciatura em Serviço Social - Curso de Licenciatura em Gestão de Empresas (Variante em Gestão de Jogo e Diversões) | - Conselho para Acreditação de Qualificação Académica e Vocacional de Hong Kong (HKCAAVQ) Este Curso passou na avaliação/acreditação do HKCAAVQ |
| - Curso de Licenciatura em Comércio Electrónico | - “The Institute of Certified E-Commerce Consultants (ICECC)” Os alunos graduados, após obterem o certificado emitido pelo ICECC, poderão possuir a qualificação profissional para serem “Certified E-Commerce Consultant” através de um processo de requerimento e autorização |
| - Curso de Licenciatura em Tradução e Interpretação Chinês-Inglês | - Agência para Avaliação de Qualidade Académica da Nova Zelândia (AQA) Este Curso passou na avaliação/acreditação da AQA |
| - Curso de Licenciatura em Ciências de Enfermagem | - “The Quality Assurance Agency for Higher Education (QAA)” Este Curso passou na avaliação/acreditação da QAA |
| - Curso de Licenciatura em Música - Curso de Licenciatura em Artes Visuais - Curso de Licenciatura em Design - Curso de Licenciatura em Ensino de Educação Física | - “Higher Education Evaluation and Accreditation Council of Taiwan (HEEACT)” Estes Cursos passaram na avaliação/acreditação do HEEACT |
| - Curso de Licenciatura em Administração Pública (em Chinês) | - Agência de Avaliação da Qualidade da Educação do Ministério da Educação da China (EQEA) (antigo Centro de Avaliação do Ensino Superior do Ministério da Educação da China (HEEC)) Este Curso passou na avaliação/acreditação da EQEA |